# 罗斯248
罗斯248（仙女座HH）是一颗离地球大约10.3光年（3.26秒差距）的红矮星，位于仙女座内。这颗恒星由弗兰克·埃尔莫尔·罗斯于1926年首先列入他的第二张自行恒星星表。
该恒星的质量为太阳质量的16%，而半径为太阳半径的16%，但是光度只有太阳光度的0.2%。尽管它离地球较近，但还是不能用肉眼看到。这是一颗耀星，因此有时光度会增加。因此它很有可能是一颗周期为4.2年的长周期变星。它的视星等在12.23到12.34之间变化。1950年，它成为第一颗由于光球层斑点而导致光度略微变化的恒星。

## 伴星
美国斯普劳尔天文台的长期观测说明它没有不可见的伴星对其造成扰动。研究该星的自行表明在较远的距离上（大约100–1400天文单位）可能有棕矮星或伴星绕其运转，但至今还未发现一项研究使用哈勃空间望远镜的宽视野行星相机寻找它的伴星，结果没有任何发现，另一项近红外散斑干涉研究也是一无所获。然而，没有一项研究能排除伴星太小而无法观测到的可能性。

## 距离

20000年前至80000年后离地球最近的恒星变化情况

该恒星的空间速度是U = –32.9 ± 0.7 km/s，V = –74.3 ± 1.3 km/s以及W = 0.0 ± 1.4 km/s。罗斯248的运行轨道将使它在未来不断靠近太阳系。1993年，马修斯提出在大约33000年以后罗斯248将成为离太阳最近的恒星，并在36000年后到达离太阳最近的距离3.024光年（0.927秒差距）。然而，从那时开始它会逐渐远去，并将在42000年以后比目前最近的比邻星更远。

## 探测
美国国家航空航天局的旅行者2号飞船正在大致向罗斯248的方向飞行，预计将在40176年内到达距离它1.76光年（0.54秒差距）的地方。如果現在有一艘太空船以25.4 km/s的速度脱离太阳系，那么它将在37000年后恰好在罗斯248离太阳最近时抵达那里。相比而言，旅行者1号的逃逸速度为16.6 km/s。